# تموج كمي

التصور ثلاثي الأبعاد لتقلبات الكم

التموج الكمي أو التذبذب الكمي أو التقلب الكمومي أو تقلب حالة الفراغ (بالإنجليزية: quantum fluctuation)‏ في ميكانيكا الكم، هو اهتزاز أو تغير للطاقة وقتي في الفراغ.
وينشأ عن مبدأ عدم التأكد لهايزنبرج.
وطبقا إلى إحدى صيغ مبدأ عدم التأكد أن الطاقة والزمن تحكمهما العلاقة:
{\displaystyle \Delta E\Delta t\approx {h \over 2\pi }}
حيث E الطاقة، و t الزمن
و h ثابت بلانك.
وهذا يعني أن قانون بقاء الطاقة قد يبدو على انه انكسر ولكن لفترة زمنية قصيرة جدا. وتقول الصيغة هنا أن مقدار التغير في الطاقة يكون كبيرا كلما صغر زمن حدوث هذا التغير، وأن حاصل ضرب التغيران محكوم بكونه يكون في حدود ثابت بلانك. وينتج عن ذلك مثلا أن يكون من الممكن ظهور في الفراغ زوجان من الجسيمات فجأة: جسيم أولي ونقيض الجسيم، واختفائهم في نفس اللحظة.
ويمكن قياس تلك الظاهرة، وعلى سبيل المثال، في الشحنة الواقعية للإلكترون تختلف عن شحنته «العارية».

## التموج الكمومي للفراغ
يعبر عن التموج الكمومي للفراغ ب طاقة الفراغ في نظرية المجال الكمومي. ولكن محاولة ايجاد علاقة بين طاقة الفراغ والطاقة المظلمة أدى إلى نتيجة أكبر بكثير من الطاقة المظلمة التي ترجحها قياسات المراصد.
،  كما هو منصوص عليه في مبدأ عدم اليقين الخاص بـ ورنر هايزنبيرغ.
يسمح التقلب الكمي بإنشاء أزواج من الجسيمات المضادة الافتراضية. على الرغم من أن الجسيمات لا يمكن اكتشافها مباشرة، إلا أن التأثيرات التراكمية لهذه الجسيمات قابلة للقياس؛ على سبيل المثال، تختلف الشحنة الفعالة للإلكترون عن شحنتها «العارية».
قد تكون التقلبات الكمومية ضرورية لأصل بنية الكون: وفقًا لنموذج التضخم الموسع، تضخمت التقلبات التي كانت موجودة عندما بدأ التضخم وشكلت بذور جميع الهياكل الكبيرة الملحوظة حاليًا. قد تكون طاقة الفراغ أيضًا مسؤولة عن التوسع المتسارع الحالي للكون (الثابت الكوني).
وفقًا لصيغة مبدأ عدم اليقين المستمد من ماندلشتام وتام (1945)، يمكن أن يرتبط عدم اليقين في الطاقة والوقت بالعلاقة التالية:
{\displaystyle \Delta E\,\Delta t\geq {\tfrac {1}{2}}\hbar ~} .
حيث 12 ħ ≈ 5,27286×10−35 .

## تقلبات المجال
التقلب الكمومي هو المظهر المؤقت للجسيمات النشطة خارج الفضاء الفارغ، كما هو مسموح به في مبدأ عدم اليقين. ينص مبدأ عدم اليقين على أنه بالنسبة لزوج من المتغيرات المترافقة مثل الموضع / الزخم أو الطاقة / الوقت، فإنه من المستحيل الحصول على قيمة محددة بدقة لكل عضو في الزوج في نفس الوقت. على سبيل المثال، يمكن أن يخرج زوج الجسيمات من الفراغ خلال فترة زمنية قصيرة جدًا.
ينطبق التمديد على «عدم اليقين في الوقت المناسب» و «عدم اليقين في الطاقة» (بما في ذلك طاقة الكتلة المتبقية mc² . عندما تكون الكتلة كبيرة جدًا مثل جسم ماكروسكوبي، يصبح التأثير الكمي صغيرًا جدًا، وتكون الفيزياء الكلاسيكية قابلة للتطبيق.
في نظرية المجال الكمي، تخضع الحقول لتقلبات كمية. يمكن إجراء تمييز واضح إلى حد معقول بين التقلبات الكمية والتقلبات الحرارية في مجال الكم (على الأقل بالنسبة للحقل الحر؛ بالنسبة للحقول المتفاعلة، فإن إعادة التنسيق تعقد الأمور إلى حد كبير). يمكن رؤية توضيح لهذا التمييز من خلال النظر في مجالات كلاين الكمية والكلاسيكية: بالنسبة لحقل كلاين-جوردون الكمي في حالة الفراغ، يمكننا حساب كثافة الاحتمالية التي نلاحظها في التكوين {\displaystyle {\displaystyle \varphi _{t}(x)}} في وقت t من حيث تحويل فورييه {\displaystyle {\displaystyle {\tilde {\varphi }}_{t}(k)}} يكون:
{\displaystyle \rho _{0}[\varphi _{t}]=\exp {\left[-{\frac {1}{\hbar }}\int {\frac {d^{3}k}{(2\pi )^{3}}}{\tilde {\varphi }}_{t}^{*}(k){\sqrt {|k|^{2}+m^{2}}}\;{\tilde {\varphi }}_{t}(k)\right]}~.}
على النقيض من ذلك، بالنسبة لحقل كلاين-جوردون الكلاسيكي عند درجة حرارة غير صفرية، فإن كثافة احتمال جيبس التي سنلاحظها بتكوين {\displaystyle {\displaystyle \varphi _{t}(x)}} في الوقت {\displaystyle t} يكون
{\displaystyle \rho _{E}[\varphi _{t}]=\exp {[-H[\varphi _{t}]/k_{\mathrm {B} }T]}=\exp {\left[-{\frac {1}{k_{\mathrm {B} }T}}\int {\frac {d^{3}k}{(2\pi )^{3}}}{\tilde {\varphi }}_{t}^{*}(k){\scriptstyle {\frac {1}{2}}}(|k|^{2}+m^{2})\;{\tilde {\varphi }}_{t}(k)\right]}~.}
توضح هذه التوزيعات الاحتمالية أن كل تكوين للمجال ممكن، مع اتساع التقلبات الكمية التي يتحكم بها ثابت بلانك {\displaystyle \hbar } ، تماما كما يتم التحكم في سعة التقلبات الحرارية {\displaystyle k_{\mathrm {B} }T} حيث k B هو ثابت بولتزمان. لاحظ أن النقاط الثلاث التالية وثيقة الصلة:
1. يحتوي ثابت بلانك على وحدات عمل (جول-ثانية) بدلاً من وحدات طاقة (جول)،
2. نواة الكم هي {\displaystyle {\sqrt {|k|^{2}+m^{2}\,}}\,} بدلا من {\displaystyle {\scriptstyle {\frac {1}{2}}}(|k|^{2}+m^{2})} (نواة الكم غير محلية من وجهة نظر نواة الحرارة الكلاسيكية، لكنها محلية بمعنى أنها لا تسمح بنقل الإشارات)،

1. حالة الفراغ الكمي هي لورنتز ثابتة (على الرغم من أنها ليست واضحة في ما سبق)، في حين أن الحالة الحرارية الكلاسيكية ليست (الديناميات الكلاسيكية هي لورنتز ثابتة، لكن كثافة احتمال جيبس ليست حالة أولية ثابتة لورنتز).

يمكننا بناء حقل عشوائي مستمر كلاسيكي له نفس كثافة الاحتمالية مثل حالة الفراغ الكمومي، بحيث يكون الاختلاف الرئيسي من نظرية المجال الكمومي هو نظرية القياس (يختلف القياس في نظرية الكم عن القياس لحقل عشوائي عشوائي مستمر، في أن القياسات الكلاسيكية متوافقة دائمًا مع بعضها البعض - من حيث ميكانيكا الكم فإنها تتنقل دائمًا). يمكن أن تكون التأثيرات الكمية التي هي عواقب التقلبات الكمية فقط، وليس الخفايا الدقيقة لعدم توافق القياس، نماذج للحقول العشوائية الكلاسيكية المستمرة.

## التفسيرات
لقد أفسح نجاح نظريات التقلبات الكمومية الطريق أمام التفسيرات الميتافيزيقية لطبيعة الواقع ودورها المحتمل في أصل الكون وبنيته:
- التقلبات هي مظهر من مظاهر عدم اليقين الفطري على المستوى الكمي [5]
- يمكن أن تكون تقلبات الحقول في كل عنصر من عناصر الزمكان في عالمنا متماسكة في جميع أنحاء الكون من خلال التشابك الكمي في الميزوسكوبية.
- الجسيم الأساسي الذي ينشأ من مجاله الكمومي دائمًا ما يكون خاضعًا لهذا الواقع بشكل لا مفر منه وبالتالي يمكن وصفه بوظيفة موجية مرتبطة.

تمثل الدالة الموجية للجسيم الكمي حقيقة التقلبات الكمومية الفطرية في قلب الكون وتمنح الجسيم سلوكه الكمي غير البديهي.
في تجربة الشق المزدوج ، يتخذ كل جسيم خيارًا غير متوقع بين الاحتمالات البديلة. بشكل تراكمي، تتوافق هذه الاختيارات مع نمط التداخل مع التقلبات الكامنة في المجال الكمي الأساسي. قد يفسر مثل هذا المجال الكمي غير القابل للتغيير الذي ترتبط به التقلبات الكمية في نطاق عالمي عدم تداخل التشابك الكمي كعملية طبيعية.
كما تم إثباته مؤخرًا، يمكن للجسيمات الممتدة المشحونة أن تواجه ديناميكيات التذبذب الذاتي نتيجة للتفاعلات الكهربائية الديناميكية الديناميكية الكلاسيكية. هذه الحركة المرتجفة لها تردد يرتبط ارتباطًا وثيقًا بتردد زيتربفيغونغ الذي يظهر في معادلة ديراك. تنشأ الآلية التي تنتج هذه التقلبات لأن بعض أجزاء الجسيمات المركبة المشحونة المشعة تنبعث منها المجالات الكهرومغناطيسية التي يمكن أن تؤثر على أجزاء أخرى من الجسيم، مما ينتج قوى ذاتية.
باستخدام إمكانات لينارد-ويتشرت كحلول لمعادلات ماكسويل مع المصادر، يمكن إظهار أن هذه القوى يمكن وصفها من حيث المعادلات التفاضلية مع التأخير المعتمد على الحالة، تعرض سلوك دورة الحد. لذلك، فإن مبدأ القصور الذاتي، كما يظهر في قانون نيوتن الأول، سيبقى فقط بالمعنى المتوسط، لأن الحركة المنتظمة غير مستقرة. ونتيجة لذلك، ستكون الموجات التجريبية ضرورية لأي جسم متفاعل مغناطيسيًا.

## وصلات خارجية
- ميكانيكا الكم (موسوعة ستانفورد للفلسفة)
- ميكانيكا الكم
- كل شيء تريد معرفته عن العالم الكمومي — من مجلة العالم الجديد.
- تاريخ ميكانيك الكم
- تطورات جديدة في فهم العلاقة بين الفيزياء الكلاسكية-الكمومية
- مجموعة دروس قابلة للتنزيل حول ميكانيك الكم
- مقدمة للميكانيك الكمومي
- “Quantum Trickery: Testing Einstein's Strangest Theory,” نيويورك تايمز, 27 ديسمبر، 2005.
- محاضرات ثلاث لهانز بيثي